# Cucciago
Cucciago är en ort och kommun i provinsen Como i regionen Lombardiet i Italien. Kommunen hade 3 408 invånare (2018).